# Rajd Meksyku 2007
Rezultaty Rajdu Meksyku (21º Corona Rally México), eliminacji Rajdowych Mistrzostw Świata, w 2007 roku, który odbył się w dniach 9–11 marca:

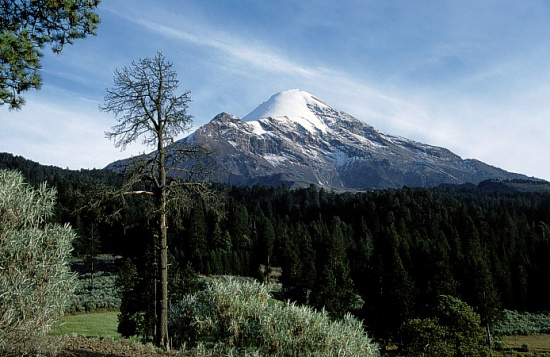
Orizaba, Pico de Orizaba. Meksykański krajobraz

## Klasyfikacja ostateczna
| Msc.     | Kierowca           | Pilot             | Samochód                 | Czas      | Strata   | Grupa | Punkty |
| WRC      | WRC                | WRC               | WRC                      | WRC       | WRC      | WRC   | WRC    |
| -------- | ------------------ | ----------------- | ------------------------ | --------- | -------- | ----- | ------ |
| 1.       | Sébastien Loeb     | Daniel Élena      | Citroën C4 WRC           | 3:48:13.3 | 0.0      | A8 M  | 10     |
| 2.       | Marcus Grönholm    | Timo Rautiainen   | Ford Focus RS WRC 06     | 3:49:09.1 | 55.8     | A8 M  | 8      |
| 3.       | Mikko Hirvonen     | Jarmo Lehtinen    | Ford Focus RS WRC 06     | 3:49:41.0 | 1:27.7   | A8 M  | 6      |
| 4.       | Daniel Sordo       | Marc Marti        | Citroën C4 WRC           | 3:49:57.0 | 1:43.7   | A8 M  | 5      |
| 5.       | Chris Atkinson     | Glenn McNeall     | Subaru Impreza WRC 07    | 3:50:37.4 | 2:24.1   | A8 M  | 4      |
| 6.       | Manfred Stohl      | Ilka Minor        | Citroën Xsara WRC        | 3:51:58.8 | 3:45.5   | A8 M  | 3      |
| 7.       | Jari-Matti Latvala | Miikka Anttila    | Ford Focus RS WRC 06     | 3:52:24.1 | 4:10.8   | A8 M  | 2      |
| 8.       | Matthew Wilson     | Michael Orr       | Ford Focus RS WRC 06     | 4:00:35.9 | 12:22.6  | A8    | 1      |
| 9.       | Henning Solberg    | Cato Menkerud     | Ford Focus RS WRC '06    | 4:02:29.0 | +14:15.7 | A8 M  |        |
| PWRC     |                    |                   |                          |           |          |       |        |
| 1. (10.) | Mark Higgins       | Scott Martin      | Mitsubishi Lancer Evo IX | 4:08:44.5 | 0.0      | N4    | 10     |
| 2. (11.) | Toshi Arai         | Tony Sircombe     | Subaru Impreza WRX STI   | 4:10:05.4 | 1:20.9   | N4    | 8      |
| 3. (13.) | Kristian Sohlberg  | Risto Pietiläinen | Subaru Impreza WRX STI   | 4:11:15.2 | 2:30.7   | N4    | 6      |
| 4. (14.) | Mirco Baldacci     | Giovanni Agnese   | Subaru Impreza WRX STI   | 4:12:51.9 | 4:07.4   | N4    | 5      |
| 5. (15.) | Travis Pastrana    | Christian Edstrom | Subaru Impreza WRX STI   | 4:16:53.2 | 8:08.7   | N4    | 4      |
| 6. (16.) | Štěpán Vojtěch     | Michal Ernst      | Mitsubishi Lancer Evo IX | 4:25:43.3 | 16:58.8  | N4    | 3      |
| 7. (18.) | Fumio Nutahara     | Daniel Barritt    | Mitsubishi Lancer Evo IX | 4:26:02.5 | 17:18.0  | N4    | 2      |
| 8. (20.) | Spyros Pavlides    | Denis Giraudet    | Subaru Impreza WRX STI   | 4:34:23.7 | 25:39.2  | N4    | 1      |

1. ↑  Litera M przy oznaczeniu grupy do której należy samochód oznacza, iż tylko ci kierowcy zdobywali punkty dla swoich zespołów liczonych w klasyfikacji producentów na koniec sezonu.
2. ↑  Zawodnicy korzystali z systemu SupeRally.

## Nie ukończyli
- Nasir al-Atijja – problemy techniczne (OS2/3);
- Petter Solberg – brak ciśnienia oleju (OS5/6);
- Francisco Name – nie wystartował do drugiego etapu (przed OS8);
- Martin Rauam – awaria skrzyni biegów (OS9);
- Gareth MacHale – uszkodzone zawieszenie (OS13);
- Leszek Kuzaj – problemy techniczne (OS13).

## Zwycięzcy odcinków specjalnych
| Etap       | Odcinek | G. rozp. | Nazwa           | Długość  | Zwycięzca   | Czas    | Pr. śr.     | Lider rajdu |
| ---------- | ------- | -------- | --------------- | -------- | ----------- | ------- | ----------- | ----------- |
| 1 (9 mar)  | OS1     | 08:28    | Alfaro 1        | 23,50 km | P. Solberg  | 14:03.5 | 100,3 km/h  | P. Solberg  |
| 1 (9 mar)  | OS2     | 09:51    | Ortega 1        | 29,65 km | P. Solberg  | 17:28.7 | 101,78 km/h | P. Solberg  |
| 1 (9 mar)  | OS3     | 10:34    | El Cubilete 1   | 17,87 km | P. Solberg  | 9:45.6  | 109,86 km/h | P. Solberg  |
| 1 (9 mar)  | OS4     | 13:02    | Alfaro 2        | 23,50 km | S. Loeb     | 13:47.0 | 102,3 km/h  | P. Solberg  |
| 1 (9 mar)  | OS5     | 14:25    | Ortega 2        | 29,65 km | M. Stohl    | 16:58.2 | 104,83 km/h | P. Solberg  |
| 1 (9 mar)  | OS6     | 15:08    | El Cubilete 2   | 17,87 km | S. Loeb     | 9:37.5  | 111,4 km/h  | S. Loeb     |
| 1 (9 mar)  | OS7     | 16:29    | Super Special 1 | 2,21 km  | M. Grönholm | 1:42.6  | 77,54 km/h  | S. Loeb     |
| 1 (9 mar)  | OS8     | 16:33    | Super Special 2 | 2,21 km  | C. Atkinson | 1:42.0  | 78,0 km/h   | S. Loeb     |
| 2 (10 mar) | OS9     | 08:19    | Ibarilla 1      | 30,20 km | S. Loeb     | 18:17.3 | 99,08 km/h  | S. Loeb     |
| 2 (10 mar) | OS10    | 09:42    | Duarte 1        | 23,51 km | S. Loeb     | 17:55.0 | 78,73 km/h  | S. Loeb     |
| 2 (10 mar) | OS11    | 10:33    | Derramadero 1   | 23,27 km | M. Grönholm | 14:01.6 | 99,54 km/h  | S. Loeb     |
| 2 (10 mar) | OS12    | 13:07    | Ibarilla 2      | 30,20 km | S. Loeb     | 18:02.6 | 100,42 km/h | S. Loeb     |
| 2 (10 mar) | OS13    | 14:30    | Duarte 2        | 23,51 km | M. Grönholm | 17:32.2 | 80,48 km/h  | S. Loeb     |
| 2 (10 mar) | OS14    | 15:21    | Derramadero 2   | 23,27 km | S. Loeb     | 13:49.4 | 101,0 km/h  | S. Loeb     |
| 2 (10 mar) | OS15    | 16:35    | Super Special 3 | 2,21 km  | D. Sordo    | 1:44.6  | 76,06 km/h  | S. Loeb     |
| 2 (10 mar) | OS16    | 16:39    | Super Special 4 | 2,21 km  | M. Grönholm | 1:43.6  | 76,8 km/h   | S. Loeb     |
| 3 (11 mar) | OS17    | 08:23    | Leon            | 16,29 km | M. Hirvonen | 10:35.8 | 92,24 km/h  | S. Loeb     |
| 3 (11 mar) | OS18    | 08:54    | Guanajuatito    | 23,34 km | M. Grönholm | 15:12.3 | 92,1 km/h   | S. Loeb     |
| 3 (11 mar) | OS19    | 10:17    | Comanjilla      | 18,10 km | M. Hirvonen | 10:17.6 | 105,51 km/h | S. Loeb     |
| 3 (11 mar) | OS20    | 11:28    | Super Special 5 | 4,42 km  | M. Grönholm | 3:23.6  | 78,15 km/h  | S. Loeb     |

## Klasyfikacja po 4 rundach
Tabele przedstawiają pięć pierwszych miejsc.

### Kierowcy
| Lp. | Kierowca        | Pkt |
| --- | --------------- | --- |
| 1   | Marcus Grönholm | 32  |
| 2   | Sébastien Loeb  | 28  |
| 3   | Mikko Hirvonen  | 26  |
| 4   | Daniel Sordo    | 13  |
| 5   | Henning Solberg | 11  |

### Producenci
| Lp. | Producent                  | Pkt |
| --- | -------------------------- | --- |
| 1   | BP Ford World Rally Team   | 58  |
| 2   | Citroën Total WRT          | 43  |
| 3   | Stobart VK Ford Rally Team | 19  |
| 4   | Subaru World Rally Team    | 19  |
| 5   | OMV Kronos Citroën WRT     | 14  |